# Lladres d'estar per casa
 Lladres d'estar per casa  (títol original: Small Time Crooks) és una pel·lícula estatunidenca de Woody Allen estrenada el 2000 i doblada al català.

## Argument
Ray Winkler, truà anomenat (sarcàsticament?) 'el cervell', s'envolta d'una banda de penjats per efectuar un robatori en un banc. Per això decideixen perforar un túnel des d'una petita botiga fins a la sala dels cofres. Per això, demanen a Frenchy que asseguri una cobertura venent galetes. El robatori falla d'una manera saborosa, però les galetes fan furor i Frenchy i Ray es fan rics amb les galetes. Rica però sense cultura i sense gust, Frenchy somia pertànyer a l'alta societat i amb apreciar l'òpera. Allà coneix David, esteta i director d'una galeria d'art a qui demana "lliçons de vida". La ingènua Frenchy no quedarà decebuda.

## Repartiment
- Woody Allen: Ray Winkler
- Tracey Ullman: Frenchy Fox Winkler
- Hugh Grant: David
- Elaine May: May
- Michael Rapaport:Danny
- Tony Darrow: Tommy
- Jon Lovitz: Benny

## Escenes més interessants
- La recepció a casa dels Winkler... i la decoració del pis.
- La presa de pèl de Frenchy quan es nega a prestar els diners a Ray per fer el robatori.
- L'obra de teatre contemporani que fa que Ray s'adormi.
- El robatori del collaret i les rèpliques estúpides de la pobra May.
- Les escenes on la banda cava el túnel per arribar al banc.

## Rebuda
"Una de les últimes grans obres d'Allen que elabora un exercici de comèdia magníficament construït. (...) arremet sense pietat, entre riallades, contra la cultura de l'èxit."